# Nintendo Entertainment Analysis and Development
Nintendo Entertainment Analysis and Development (任天堂 情報開発本部 Nintendō Jōhō Kaihatsu Honbu?, lit. "Análisis y Desarrollo de Entretenimiento de Nintendo"), más conocido como Nintendo EAD, fue un equipo interno de desarrollo de videojuegos más famoso y numeroso de Nintendo. Fue precedido por el Creative Department (クリエイティブ課 Kurieitibu Ka?, lit. "Departamento Creativo"), un equipo de diseñadores que se encargaron de múltiples tareas de desarrollo en Nintendo, donde originalmente estaban Shigeru Miyamoto y Takashi Tezuka. Su componente más destacado era Shigeru Miyamoto, que dirigió el equipo hasta 2015 junto a Takashi Tezuka y Takao Sawano. Fueron los desarrolladores de las sagas más famosas de Nintendo como Mario o Zelda, además de otras sagas como Animal Crossing, Mario Kart, Pikmin, Star Fox, Pilotwings y los juegos de la serie Wii. Esta división desapareció en 2015, al fusionarse con Nintendo SPD para formar Nintendo EPD.

## Historia
Este equipo se llamaba Nintendo Research & Development Team 4 hasta que se cambió en 1989. Como los demás grupos de desarrollo interno, sus oficinas se encontraban en Kioto, en un edificio cercano a la sede central de Nintendo, inaugurado en 2014.
Nintendo EAD se crea en 1984 con miembros de Nintendo R&D1, entre los que destacan los diseñadores Shigeru Miyamoto y Takashi Tezuka. Su primer gran juego, en 1985, es Super Mario Bros.. Gracias a los continuados éxitos de los juegos creados por este grupo, Nintendo va incrementando los recursos destinados a este equipo.
Así, en 1990, Nintendo EAD se convierte en el mayor y más importante grupo de desarrollo interno de Nintendo.
En 2005, el presidente de Nintendo, Satoru Iwata, reestructura los equipos de desarrollo internos de la empresa. Nintendo EAD quedó como el principal equipo de desarrollo de software de Nintendo. Antes de su desaparición, Nintendo EAD se dividía en 5 grupos de desarrollo. Cada grupo se le conocía como Nintendo EAD - Software Development Group #, donde # es el número del grupo.
La división desapareció el 16 de septiembre de 2015, al fusionarse con Nintendo SPD para formar Nintendo Entertainment Planning and Development, tras una reestructuración del Presidente de Nintendo, Tatsumi Kimishima.

## Estructura antes de la desaparición

### EAD Software Development Group 1
Director/Productor: Hideki Konno

Responsables de las sagas Mario Kart y Nintendogs.
Juegos desarrollados: Mario Kart DS, Mario Kart: Double Dash!!, Mario Kart Wii, serie Nintendogs y Cocina conmigo: ¿Qué preparamos hoy?.

### EAD Software Development Group 2
Director/Productor: Katsuya Eguchi

Responsables de la saga Animal Crossing, la serie de juegos Wii, y Splatoon.
Juegos desarrollados: Animal Crossing, Animal Crossing: City Folk, Animal Crossing: Wild World, Star Fox Command (codesarrollado junto a Q-Games), Wii Fit, Wii Music, Wii Play, Wii Sports, Wii Sports Resort, Splatoon.

### EAD Software Development Group 3
Director/Productor: Eiji Aonuma

Responsables de los videojuegos basados en la saga The Legend of Zelda.
Juegos desarrollados: The Legend of Zelda: Collector's Edition, The Legend of Zelda: Ocarina of Time, The Legend of Zelda: Majora's Mask, The Legend of Zelda: Four Swords Adventures, The Legend of Zelda: Phantom Hourglass, The Legend of Zelda: Twilight Princess, The Legend of Zelda: The Wind Waker, y Link's Crossbow Training.

### EAD Software Development Group 4
Director/Productor: Hiroyuki Kimura

Responsables de los videojuegos para las portátiles. Conocidos por la adaptación de los videojuegos de la saga de Mario a estas.
Juegos desarrollados: Big Brain Academy, New Super Mario Bros., Super Mario 64 DS, Super Mario Advance, Super Mario Advance 2: Super Mario World, Super Mario Advance 3: Yoshi's Island, Super Mario Advance 4: Super Mario Bros. 3, y Yoshi Touch and Go.

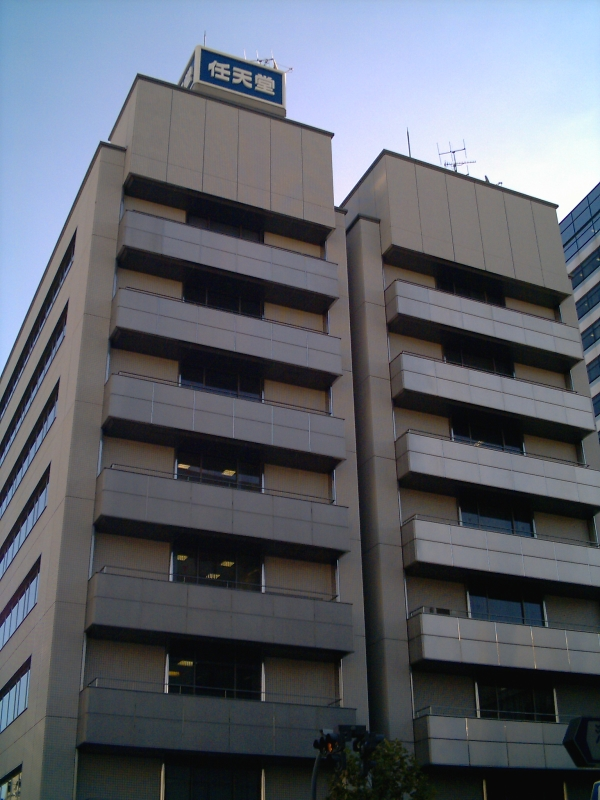
Oficinas de Nintendo EAD en Tokio, Japón.

### EAD Tokyo
Director/Productor: Takao Shimizu

Creado en 2003, su nombre completo es EAD Software Development Group Tokyo, anteriormente conocido como EAD Software Development Group 5. Es un equipo de 65 trabajadores vinculado a la Nintendo EAD de Kioto, pero situado en Tokio. Este es el primer equipo interno de Nintendo que se sitúa fuera de la central de Kioto. Son los responsables de la saga principal de Mario, de donde destaca Super Mario Galaxy para Wii.
Juegos desarrollados: Super Mario Bros., Super Mario Bros. 3, Super Mario World, Super Mario 64, Donkey Kong Jungle Beat, Super Mario Galaxy, Super Mario Galaxy 2, Super Mario 3D Land, Super Mario 3D World.
| Presidente       |
| ---------------- |
| Shigeru Miyamoto |

| Directores generales          |
| ----------------------------- |
| Takashi Tezuka - Takao Sawano |

| Directores de grupos de desarrollo                                          |
| --------------------------------------------------------------------------- |
| Hideki Konno - Katsuya Eguchi - Eiji Aonuma Hiroyuki Kimura - Takao Shimizu |

| Directores creativos |
| --- |
| Yasuyuki Oyagi - Toshiaki Suzuki - Kiyoshi Mizuki Mitsuhiro Takano - Hisashi Nogami - Shigefumi Hino Yoshiaki Koizumi - Kenta Usui - Hiroshi Matsunaga Motoi Okamoto - Koichi Hayashida - Hidemaro Fujibayashi Daiki Iwamoto - Shigeyuki Asuke - Tomoaki Yoshinobu - Takaya Imamura |

## Videojuegos Destacados
1984
- Devil World (NES)

1985
- Super Mario Bros. (NES)

1986
- Nazo no Murasamejou (NES)
- Super Mario Bros.: The Lost Levels (NES)
- The Legend of Zelda (NES, GBA)

1987
- Yume Koujou Doki Doki Panic! (NES)
- Zelda II: The Adventure of Link (NES, GBA)

1988
- Super Mario Bros./Duck Hunt (NES)
- Super Mario Bros. 2 (NES)
- Super Mario Bros. 3 (NES)
- VS. Excitebike Excitebike (FDS)

1990
- F-Zero (SNES)
- Pilotwings (SNES)
- Super Mario World (SNES)

1991
- SimCity (SNES)
- Super Tennis (SNES)
- The Legend of Zelda: A Link to the Past (SNES)

1992
- Mario Paint (SNES)
- Super Mario Kart (SNES)
- Wave Race (GB)

1993
- Star Fox (SNES) (junto a Argonaut Games)
- Super Mario All-Stars (SNES)
- The Legend of Zelda: Link's Awakening (GB)
- Yoshi's Safari (SNES)

1994
- Donkey Kong (GB)
- Stunt Race FX (SNES)
- Super Mario All-Stars + Super Mario World (SNES)

1995
- Super Mario World 2: Yoshi's Island (SNES)

1996
- Mario Kart 64 (N64)
- Mole Mania (GB)
- Pilotwings 64 (N64)
- Super Mario 64 (N64)
- Wave Race 64 (N64)

1997
- Star Fox 64, también llamado en Europa Lylat Wars (N64)
- Yoshi's Story (N64)

1998
- 1080° Snowboarding (N64)
- F-Zero X (N64)
- The Legend of Zelda: Ocarina of Time (N64)

2000
- F-Zero X Expansion Kit (N64 DD)
- Mario Artist: Communication Kit (N64 DD)
- Mario Artist: Paint Studio (N64 DD)
- Mario Artist: Polygon Studio (N64 DD)
- Mario Artist: Talent Studio (N64 DD)
- The Legend of Zelda: Majora's Mask (N64)
- Tottoko Hamtaro: Tomodachi Daisaku Ikusa Dechu (GBC)

2001
- Animal Crossing (NGC)
- Doubutsu no Mori (N64)
- Hamtaro: Ham-Hams Unite! (GBC)
- Luigi's Mansion (NGC)
- Pikmin (NGC)

2002
- Hamtaro: Ham-Ham Heartbreak (GBA)
- Sakura Momoko no Ukiuki Carnival (GBA)
- Super Mario Sunshine (NGC)
- The Legend of Zelda: The Wind Waker (NGC)

2003
- Mario Kart: Double Dash!! (NGC)
- Doubutsu no Mori e+ (NGC)
- The Legend of Zelda: Collector's Edition (NGC)

2004
- Donkey Kong Jungle Beat (NGC)
- Pikmin 2 (NGC)
- Super Mario 64 DS (NDS)
- The Legend of Zelda: Four Swords Adventures (NGC)

2005
- Mario Kart DS (NDS)
- Nintendogs (NDS)
- Animal Crossing: Wild World (NDS)
- Densetsu no Quiz Ou Ketteisen (NGC)
- Yoshi Touch & Go (NDS)
- Big Brain Academy (NDS)
- Brain Training del Dr. Kawashima: ¿Cuántos años tiene tu cerebro? (NDS)
- Más Brain Training del Dr. Kawashima: ¿Cuántos años tiene tu cerebro? (NDS)

2006
- New Super Mario Bros. (NDS)
- The Legend of Zelda: Twilight Princess (NGC, Wii)
- Cocina conmigo: ¿Qué preparamos hoy? (NDS)
- Star Fox Command (NDS)
- Wii Play (Wii)
- Wii Sports (Wii)

2007
- Big Brain Academy para Wii (Wii)
- The Legend of Zelda: Phantom Hourglass (NDS)
- Link's Crossbow Training (Wii)
- Super Mario Galaxy (Wii)
- Wii Fit (Wii)

2008
- Mario Kart Wii (Wii)
- Wii Music (Wii)
- Animal Crossing: City Folk (Wii)

2009
- Wii Sports Resort (Wii)
- New Super Mario Bros. Wii (Wii)
- Wii Fit Plus (Wii)
- The Legend of Zelda: Spirit Tracks (NDS)

2010
- Super Mario Galaxy 2 (Wii)

2011
- Nintendogs + Cats (N3DS)
- Pilotwings Resort (N3DS)
- The Legend of Zelda: Ocarina of Time 3D (N3DS)
- Star Fox 64 3D (N3DS)
- The Legend of Zelda: Skyward Sword (Wii)
- Super Mario 3D Land (N3DS)
- Mario Kart 7 (N3DS)

2012
- New Super Mario Bros. 2 (N3DS)
- New Super Mario Bros. U (Wii U)

2013
- Pikmin 3 (Wii U)
- Super Mario 3D World (Wii U)

2014
- Mario Kart 8 (Wii U)

2015
- Splatoon (Wii U)